# Сан без брзих покрета очију
Сан без брзих покрета очију (NREM фаза сна) или мирни сан, заједнички је назив 1–3 фаза сна, раније познатих као фазе 1–4 (при чему сан са брзим покретима очију (REM фаза сна) није укључен. У свакој фази се виде различите електроенцефалографске и друге карактеристике. За разлику од REM фазе сна, обично нема покрета очију током ових фаза. Сањање се дешава током оба стања спавања, а мишићи нису парализовани као у REM фази сна. Људи који не прођу кроз фазе спавања правилно задржавају се у NREM фази сна, а пошто мишићи нису парализовани, особа може бити у стању да хода у сну. Према студијама, верује се да је ментална активност која се одвија током NREM фазе сна слична мислима, док REM фаз сна укључује халуцинаторни и бизаран садржај. NREM фаза сна је карактеристична за пријатељство које иницира сањач, у поређењу са REM фазом сна која је агресивнија, што имплицира да је NREM фаза задужена за симулацију пријатељских интеракција. Ментална активност која се јавља у NREM фази и REM фази сна је резултат два различита генератора ума, што такође објашњава разлику у менталној активности. Поред тога, постоји парасимпатичка доминација током NREM фазе. Верује се да пријављене разлике између REM и NREM активности произилазе из разлика у фазама памћења које се јављају током ове две врсте сна.

## Фазе
NREM фаза сна која је прво подељен на четири фазе у стандардизацији Rechtschaffen и Kales (R&K) из 1968. године, потом је смањена на три фазе према ажурирању Америчке академије за медицину спавања (AASM) из 2007. године.
Фаза 1
Ова фаза се јавља углавном на почетку сна, са спорим покретима очију. Ово стање се понекад назива опуштена будност. Алфа таласи нестају, а појављују се тета таласи. Људи пробуђени из ове фазе често верују да су потпуно будни. Током преласка у фазу 1 сна, уобичајено је да се доживе хипнички трзаји.
Фаза 2
Уовој фази не долази до покрета очију, а сањање је веома ретко. Спавач се прилично лако буди. ЕЕГ снимци имају тенденцију да показују карактеристична „вретена сна“, која су кратки налети високофреквентне мождане активности, и „К-комплекса“ током ове фазе.
Фаза 3
Ова фаза раније подељена на фазе 3 и 4, је дубоки сан, спороталасни сан (СТС). Фаза 3 је раније била прелаз између фазе 2 и фазе 4 где су почели да се јављају делта таласи, повезани са „дубоким“ сном, док су делта таласи доминирали у фази 4. Године 2007, они су обједињени у само фазу 3 за цео дубоки сан. Сањање је чешће у овој фази него у другим фазама НРЕМ сна, иако није тако често као у РЕМ фази сна. Садржај СТС снова има тенденцију да буде неповезан, мање живописан и мање памтљив од оних који се јављају током РЕМ фазе сна. Ово је такође фаза током које се најчешће јављају парасомније.

## Полисомнографија
Полисомнографија (ПСГ) је тест који се користи у проучавању сна. Rезултат теста се назива полисомнограм. Испод су слике NREM фаза сна 1, 2 и 3.
Фаза 1
Фаза 2
Фаза 3
Слике представљају интервале од 30 секунди (30 секунди података) и податке податке из: оба ока, ЕЕГ-а, са браде, из микрофона, са ЕКГ-а, са ногу, као и податке назалног/оралног протока ваздуха, термистора, торакалног напора, абдоминалног напора, оксиметрије и положаја тела (тим редоследом). ЕЕГ је истакнут црвеним оквиром. Вретена за спавање на слици фазе 2 су подвучена црвеном бојом.

## Сан без брзих покрета очију код неких животиња
Како се не зна много о сну без брзих покрета очију,  научници су спровели студије на животињама како би потенцијално боље разумели, зашто је мозак еволуирао да има два различита стања. У неким студијама, откривено је да код птица и одређених сисара попут делфина, њихови мозгови показују слично понашање. Утврђено је да одређене врсте птица имају половину своје мождане хемисфере која ослобађа мождане таласе сличне људским током сна без брзих покрета очију, а другу половину је потпуно свесна, што им омогућава да лете док спавају.  
Одређене врсте делфина такође показују слично понашање као птице како би могле да пливају док спавају. 
Код пацова, након 24-часовне депривације сна, откривено је да је дошло до повећања активности спорих таласа у сну без брзих покрета очију што директно одговара људском мозгу који, када је лишен сна, даје приоритет сну без брзих покрета очију у односу на РЕМ сну, што имплицира да је сан без брзих покрета очију одговоран за регулисање и компензацију пропуштеног сна. 